# Carlos Padilla Velásquez
Carlos Padilla Velásquez, apodado El Zorro (San Antonio del Norte, 17 de enero de 1934-Tegucigalpa, 6 de enero de 2014), fue un entrenador de fútbol hondureño.
A los 14 años se trasladó a Tegucigalpa para continuar sus estudios en el Instituto Central. En ese centro educativo formó parte del equipo como defensa central. 
En 1949, junto a un grupo de amigos, fundaron el Club Deportivo Troya, equipo que fuera uno de los diez clubes originales de la Liga Nacional de Fútbol de Honduras. Cinco años más tarde comenzaría su preparación como técnico de fútbol bajo la dirección del brasileño Pedro Otto Bumbel, reconocido técnico que dirigió a los equipos Gremio de Brasil, Sevilla FC, Rácing y Atlético de Madrid. 
Luego de su graduación como técnico de fútbol, se convirtió en uno de los técnicos más jóvenes en dirigir en el fútbol de Honduras. Su larga trayectoria en el fútbol catracho, lo llevó a convertirse en el técnico con más títulos en la historia de la Liga Nacional de Fútbol de Honduras. 
Padilla también tuvo la oportunidad de dirigir la selección de fútbol de Honduras en un par de oportunidades.

## Liga nacional
Carlos Padilla Velásquez fue el primer entrenador hondureño en coronarse campeón con un equipo extranjero. En 1960 los servicios de Padilla fueron adquiridos por el Águila de El Salvador, equipo con el cual logró salir campeón invicto de la Liga salvadoreña de fútbol.
A su regreso de El Salvador, pasó a dirigir a los Tiburones Blancos del Club Deportivo Platense en el año de 1965. Con el Club Tiburón, se llevó el honor de ser el Primer Técnico Campeón de La Liga Nacional de Fútbol de Honduras. 
En 1969 salió de las filas del Club Deportivo Platense y se fue a dirigir al Club Deportivo Motagua de Tegucigalpa. Al cuadro ‘Azul Profundo’ le dio una fisonomía de fútbol diferente y lo paseó por las canchas hondureñas jugando buen fútbol. Esto lo llevó a ganar sus próximos dos campeonatos de liga en 1970 y 1973 respectivamente. 
Para el año de 1974, se hizo cargo del Real Club Deportivo España. Equipo que venía de ganar su primer campeonato de Liga Nacional de la mano de Chelato Uclés. Padilla supo aprovechar la base dejada por Uclès y, en los dos años siguientes, convirtió al cuadro de la 'Máquina Aurinegra' en el primer tricampeón del fútbol catracho. 
Su último título lo ganó con el Club Deportivo Olimpia de Tegucigalpa en el año de 1987. Este título lo llevó a convertirse en el técnico más ganador de la Liga Nacional de Fútbol de Honduras. 
Además de dirigir equipos denominados ‘grandes’, también dirigió equipos chicos. Nunca le tuvo miedo a los retos, fue por ello que en su larga trayectoria como entrenador, tuvo la oportunidad de ascender a los equipos: Troya en 1961, a la Universidad en 1986, y más recientemente al Municipal Valencia en el 2005.

## Selección nacional
Carlos Padilla Velásquez fue el técnico más joven (21 años) que dirigió la selección de fútbol de Honduras y tuvo la oportunidad de estar al frente de esta en varias oportunidades.
La primera de ellas fue para los juegos centroamericanos y del Caribe de Antillas Neerlandesas.  En 1960 también se hizo cargo de la representación de Honduras, para los juegos celebrados en La Habana, Cuba. 
Su mejor presentación fue con la selección de fútbol de Honduras para las eliminatorias de Alemania 1974. En esa eliminatoria, Honduras clasificó a la hexagonal final de Haití, luego de dejar en el camino a la selección de fútbol de Costa Rica. 
Los dirigidos por Padilla comenzaron la eliminatoria de Puerto Príncipe el 29 de noviembre de 1973 con el pie derecho al vencer a Trinidad y Tobago (2-1); equipo que al final sería considerado el mejor del torneo. Los goles del encuentro fueron anotados por Rubén Guifarro al minuto 33 y Óscar Hernández al minuto 51.
El siguiente resultado también fue positivo para Honduras, porque el equipo logró sacarle un empate al favorito México (1-1) ante 12,000 personas en el Estadio Sylvio Cator. Sin embargo, esta racha de buenos resultados se vio cortada cuando, prácticamente perdieron la clasificación al ser vencidos por la selección local por 0-1. 
En sus últimos dos encuentros de la eliminatoria, Honduras logró dos empates: 2-2 ante las Antillas Neerlandesas y 1-1 ante Guatemala. Al final, la localía favoreció en gran manera a la selección de Haití que se quedó con el único boleto al Mundial. Esta fue la última presentación de Carlos Padilla Velásquez al frente de la selección de fútbol de Honduras.

## Clubes
- Club Deportivo Águila- El Salvador-1960
- Club Troya- Honduras- 1961
- Club Deportivo Platense-Honduras-1965-1969
- Club Deportivo Motagua-Honduras-1970-1974
- Real Club Deportivo España-Honduras-1975-1979
- Universidad-Honduras-1986
- Club Deportivo Olimpia-Honduras-1987
- Municipal Valencia-Honduras-2005–2008

## Palmarés

### Campeonatos nacionales
Liga nacional
- Club Deportivo Águila- El Salvador-1960-Liga salvadoreña de fútbol
- Club Deportivo Platense-Honduras- Liga Nacional de Fútbol de Honduras-1965
- Club Deportivo Motagua- Honduras-Liga Nacional de Fútbol de Honduras-1970- 1973
- Real Club Deportivo España-Honduras-Liga Nacional de Fútbol de Honduras-1975-1976
- Club Deportivo Olimpia-Honduras-Liga Nacional de Fútbol de Honduras-1987

Liga de ascenso
- Club Troya - Honduras- 1961
- Club Universidad - Honduras- 1986
- Club Municipal Valencia - Honduras- 2005